# Steve Winwood

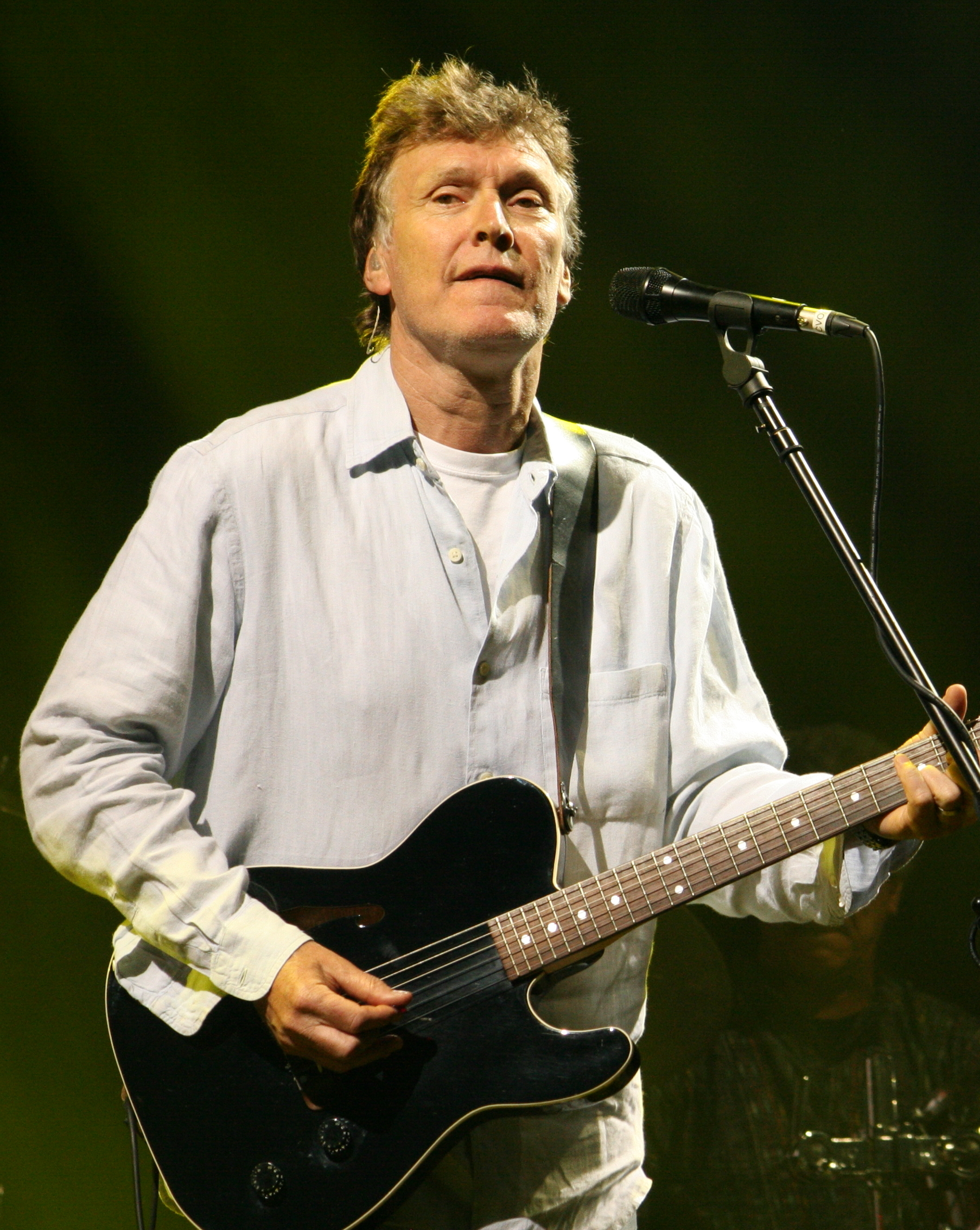
Steve Winwood (2009)

Stephen Lawrence Winwood, genannt Steve Winwood, auch Stevie Winwood (* 12. Mai 1948 in Handsworth, Birmingham, England), ist ein britischer Multiinstrumentalist und Sänger. Seine bekanntesten Erfolge als Solokünstler sind Valerie (1982) und Higher Love (1986).

## Anfänge
Bereits in jungen Jahren kam Steve Winwood, unterstützt von seinen Eltern Lillian und Lawrence, mit Musik in Berührung. Sein Vater beherrschte eine Reihe von Instrumenten, darunter Klarinette, Saxophon, Mandoline, Geige und Bass, und war auch in einer Band, die am Wochenende auf Hochzeiten und diversen Tanzveranstaltungen auftrat. Steve lernte klassische Gitarre und Klavier in der Schule, und sehr bald spielten er und sein älterer Bruder Muff Winwood (* 14. Juni 1943) in der Band ihres Vaters mit. Darüber hinaus wurde Steve Pianist bei der Muff Woody Jazz Band seines Bruders, wodurch zusätzliche Blues- und Rhythm-&-Blues-Elemente in die Musik der Band einflossen.

## The Spencer Davis Group 1963–1967
Im Rahmen eines Auftritts der Muff Woody Jazz Band im Golden Eagle in Birmingham 1963 kam es zum Zusammentreffen der Winwood-Brüder mit dem Gitarristen Spencer Davis, Linguistikstudent an der University of Birmingham. Dieser war von den Brüdern tief beeindruckt und schlug eine Zusammenarbeit vor, womit unter Hinzunahme von Pete York (Schlagzeug) die Spencer Davis Group geboren war. Der Bandname täuscht, denn der musikalische Kopf der Band war der gerade erst 15-jährige Steve Winwood als Leadsänger, Leadgitarrist, Pianist bzw. Organist und später als Songschreiber. Kurz nach Gründung der Band bekamen sie von Chris Blackwell einen Plattenvertrag bei dessen Plattenlabel Island Records, dem Steve Winwood jahrelang die Treue hielt.
Während die Band schnell als attraktiver Live-Act über Birmingham hinaus bekannt wurde, konnten sich die ersten Singles, darunter Coverversionen von John Lee Hookers Dimples und Ed Cobbs Every Little Bit Hurts, nicht in der Hitparade durchsetzen. Der Durchbruch gelang schließlich mit der von Jackie Edwards geschriebenen Nummer Keep On Running, die zu Beginn des Jahres 1966 an die Spitze der britischen Charts kletterte. Die Nachfolge-Single Somebody Help Me, ebenfalls von Jackie Edwards, erreichte kurz darauf ebenfalls die Top-Position. Bei den Singles Gimme Some Lovin’, später ein Hit für die Blues Brothers, und I’m a Man trat Steve Winwood nun auch als Songschreiber in Erscheinung, beide Singles wurden Top-Ten-Hits sowohl in Großbritannien als auch erstmals in den USA.

## Traffic und Blind Faith 1967–1975

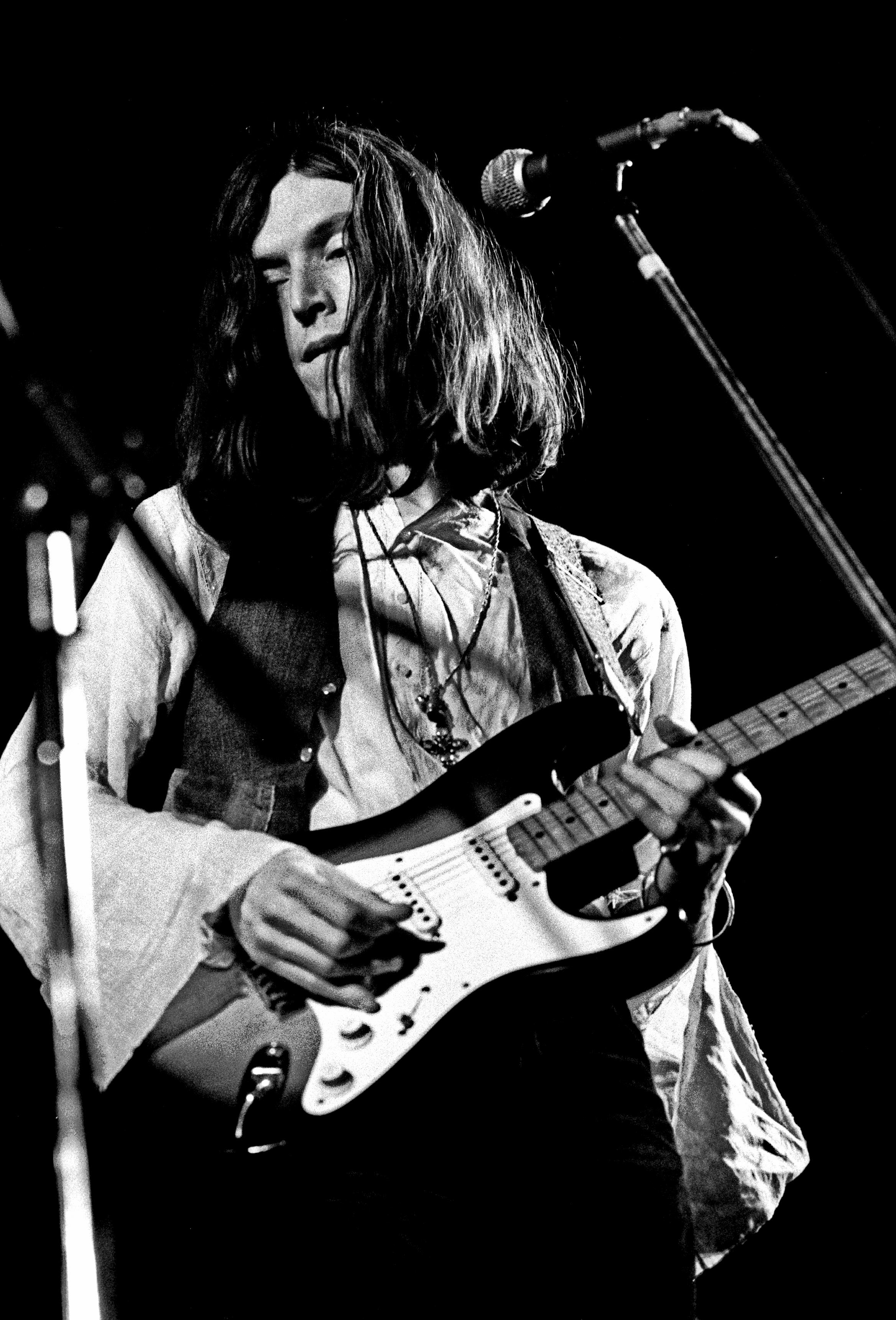
Steve Winwood in Hamburg (1973)

Umso überraschender kam daher im April 1967 die Ankündigung, die Spencer Davis Group zu verlassen, um zusammen mit Chris Wood, Jim Capaldi und Dave Mason die Band Traffic zu gründen. Bereits die erste Single Paper Sun entwickelte sich zu einer Top-Ten-Nummer, und auch das Debütalbum Mr. Fantasy war sehr erfolgreich. Das Nachfolgealbum Traffic war ebenfalls ein Erfolg, obwohl Dave Mason die Band kurz vor Erscheinen des Albums zugunsten einer Solokarriere verlassen hatte. Nach einer überaus erfolgreichen Tournee durch die Vereinigten Staaten fiel die Gruppe zu Beginn des Jahres 1969 auseinander.
Das nächste Projekt begann zunächst als lose Zusammenarbeit – in Form von privaten Jam-Sessions – zwischen Winwood und Eric Clapton, dessen Band Cream sich ebenfalls gerade aufgelöst hatte. Mit der Hinzunahme von Ginger Baker war eine sogenannte Supergroup geboren. Ric Grech von Family am Bass komplettierte das Line-Up von Blind Faith. Die Erwartungen in die Band als Quasi-Nachfolger von Cream waren enorm. Am 7. Juni 1969 gaben sie ihr Debüt bei einem kostenlosen Open-Air-Konzert im Londoner Hyde Park vor über 100.000 Zuschauern, und kurz darauf erschien das hochkarätige Album Blind Faith, das zwar nur sechs Titel enthält, aber aufgrund der gelungenen Synthese von Blues, Rock und Pop einen Meilenstein des progressiven britischen Blues-Rock darstellt. Ohne genügend Zeit, um sich als Band zu entwickeln, und mit nur einem Album im Gepäck fanden sich Blind Faith als Headliner auf einer großen US-Tournee. Dabei traten Differenzen und unterschiedliche Vorstellungen über die künftige musikalische Ausrichtung von Blind Faith unter den vier individualistischen Bandmitgliedern zutage. Dies führte nach Abschluss der Tour im September 1969 zur Auflösung von Blind Faith.
Nach einem kurzen Gastspiel bei Ginger Baker’s Air Force begannen die Aufnahme-Sessions zu Winwoods erstem Soloalbum Mad Shadows. Im Laufe dieser Sessions kamen zunächst Capaldi und später auch Wood hinzu, und was als Soloprojekt begonnen hatte, endete schließlich mit dem Traffic-Album John Barleycorn Must Die. Im Laufe der folgenden Tournee stießen Jim Gordon, Reebop Kwaku Baah und auch wieder Dave Mason (wenn auch nur kurz) zu Traffic. Nach einigen weiteren sehr erfolgreichen Alben endete mit When The Eagle Flies und anschließender Tournee 1975 vorläufig das Kapitel Traffic.

## Solokarriere

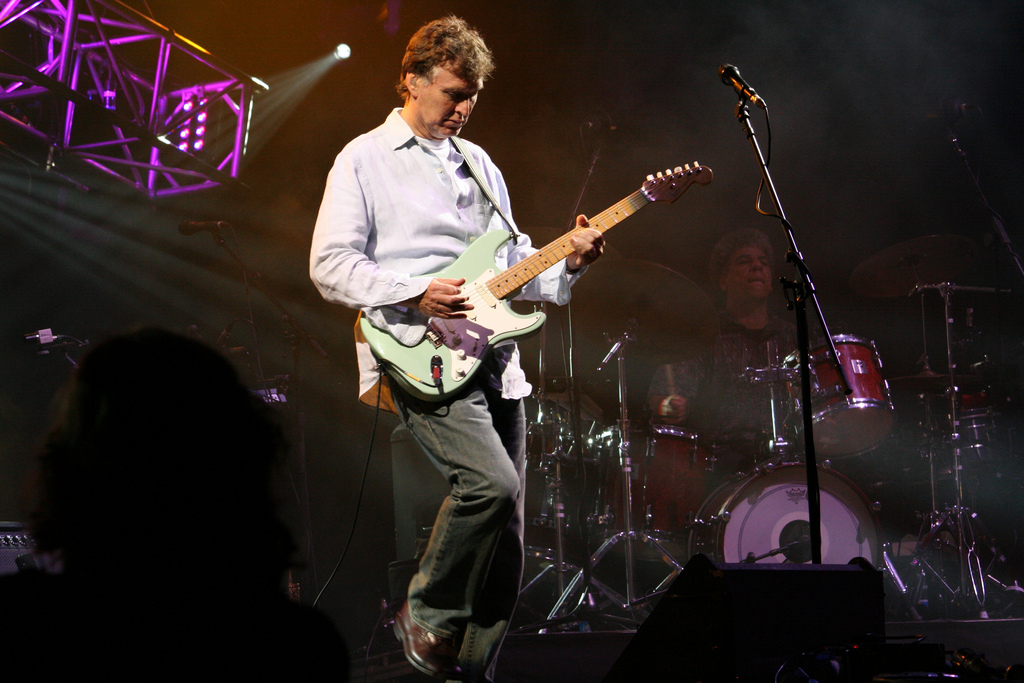
Steve Winwood, Cropredy Festival, England (2009)

Daraufhin zog sich Winwood für die nächsten zwei Jahre zurück nach Gloucestershire und arbeitete dort in seinem Heimstudio, unterbrochen nur von kurzen Auftritten als Session-Musiker, darunter auch beim GO-Projekt des Japaners Stomu Yamashta. Im Jahre 1977 erschien schließlich das Debütalbum Steve Winwood, das musikalisch bereits in die zukünftige Richtung wies, aber kommerziell nur mäßig erfolgreich war. Der Durchbruch als Solokünstler kam erst mit dem Nachfolgealbum Arc of a Diver 1980. Über zwei Jahre arbeitete Winwood in seinem Heimstudio an diesem Album, bei dem er alle Instrumente und Vocals selbst einspielte. Es verblieb fast ein Jahr in den US Billboard Charts und erreichte als beste Notierung Platz 3, außerdem enthielt es mit While You See a Chance auch den ersten Solo-Top-Ten-Hit. 1982 folgte das Album Talking Back to the Night, wiederum im Alleingang eingespielt und produziert, wobei alle Songs der gemeinsamen Feder mit Will Jennings entsprangen, welcher schon an den meisten Songs von Arc of a Diver beteiligt war. Das Album etablierte Winwood zwar als Solokünstler, konnte jedoch weder kommerziell noch künstlerisch an den Riesenerfolg seines Vorgängers anknüpfen.
Für sein nächstes Album änderte Steve Winwood die bisherige Arbeitsweise, bei der er praktisch alles im Alleingang gemacht hatte. Mit Russ Titelman wurde ein erfahrener Produzent engagiert, und eine illustre Musikerrunde, darunter Chaka Khan, James Taylor, Joe Walsh von den Eagles oder auch Randy Brecker, begleitete Winwood auf Back in the Highlife, erschienen im Juli 1986. Das Album kletterte bis auf Platz 7 der US-Charts, die erste Singleauskopplung Higher Love war noch erfolgreicher und erreichte Platz 1. Für diesen Song erhielt Winwood im selben Jahr zwei Grammys: Record of the Year und Best Pop Vocal Performance, Male. Im Sog dieses Erfolges wurde im Jahre 1987 die Kompilation Chronicles veröffentlicht, die insgesamt zehn Songs der drei Vorgängeralben enthielt. Valerie vom Album Talking Back to the Night, hier in einer Remix-Version vertreten, erreichte 1987 Platz neun der US Charts. Das Album Chronicles markierte auch gleichzeitig Winwoods Abschied vom Label Island Records, bei dem er seit Beginn seiner Plattenkarriere veröffentlicht hatte.
1988 erschien das Album Roll With It bei Virgin Records, das sich deutlich mehr am Soul der 1960er Jahre orientierte, erkennbar auch an der Beteiligung der Memphis Horns. Sowohl das Album als auch die gleichnamige Single erreichten Platz 1 der US-Charts, die Nachfolgesingle Don't You Know What the Night Can Do schaffte es ebenfalls unter die Top Ten. Das Album markierte aber gleichzeitig auch das Ende einer überaus erfolgreichen Phase, und mit den nachfolgenden Alben konnte Steve Winwood nie mehr an diese Erfolge anschließen.
Eingespielt mit einer Reihe von Nashville-Musikern folgte 1990 Refugees of the Heart, das sich nur mehr auf den mittleren Rängen der Charts platzieren konnte. Für die Single One and Only Man arbeitete Winwood dabei erstmals nach langer Zeit wieder mit Jim Capaldi zusammen. Diese Zusammenarbeit mündete schließlich auch in einer kurzzeitigen Reunion von Traffic (wenn auch ohne Chris Wood, der bereits 1983 verstorben war) und dem Album Far From Home im Jahre 1994. Im Jahre 1997 erschien in enger Kooperation mit Narada Michael Walden das Soloalbum Junction Seven, das aber über weite Strecken ziemlich enttäuschend ausfiel und nicht an frühere Erfolge anschließen konnte. Überhaupt war es im Laufe der 1990er Jahre relativ ruhig um ihn geworden, wenn auch eine Reihe von Gastauftritten auf Alben bekannter Künstler vom hohen Ansehen und Rang Winwoods in der Musikbranche zeugen. So beteiligte sich Steve Winwood mit einer Reihe anderer Musikgrößen unter anderem auch an der Fortsetzung der Blues Brothers Blues Brothers 2000.
Erst im Jahre 2003 erschien mit About Time ein neues Soloalbum von Steve Winwood auf seinem eigenen Plattenlabel Wincraft Music. Zusammen mit Drummer Walfredo Reyes Jr. und dem Gitarristen José Pires de Almeida Neto entstand eine lateinamerikanisch geprägte Jazzrockplatte, die vor allem auch durch den Sound der Hammondorgel getragen wird (so gibt es zum Beispiel auf der Platte keinen Bass). Zwar entfernte sich Winwood damit weiter von seiner großen Hitparadenzeit der 1980er Jahre, andererseits wurde die Platte aber gerade von Fans aus seiner Zeit mit Traffic mit großer Zustimmung aufgenommen. Bekannter dürfte allerdings sein Vocals-Gastauftritt bei der Single Call On Me des schwedischen DJs Eric Prydz sein, die 2004 wochenlang die Charts dominierte und eine Remix-Version von Winwoods Valerie vom Album Talking Back to the Night ist.
Ende Februar 2008 gastierte Winwood zusammen mit Eric Clapton nach genau 40 Jahren wieder gemeinsam für drei Konzerte im Madison Square Garden in New York City. Der Live-Mitschnitt wurde 2009 als DVD veröffentlicht. Im Jahre 2009 kam Winwood zu vier Live-Konzerten nach Deutschland. Im selben Jahr begab sich Winwood gemeinsam mit Eric Clapton auf Europatournee, dabei spielten sie jeweils aus den Soloalben beider Künstler Hits als auch aus ihrer gemeinsamen kurzen Blind-Faith-Karriere.
Der Rolling Stone listete Winwood 2008 auf Rang 33 der 100 größten Sänger aller Zeiten.

## Studiomusiker
Als Studiomusiker spielte Steve Winwood unter anderem bei:
- Jimi Hendrix Experience: Electric Ladyland, Track: Voodoo Chile
- Jim Capaldi: Oh How We Danced, Some come running (1988)
- Eric Clapton: Back Home
- Phil Collins: …But Seriously
- Marianne Faithfull: Broken English
- David Gilmour: About Face
- Billy Joel: The Bridge
- John Martyn: Solid Air, One World
- Mike Oldfield: Guilty
- Vivian Stanshall: Sir Henry at Rawlinson End
- Tina Turner: Break Every Rule
- Talk Talk: The Colour of Spring
- Jade Warrior: Waves
- Howlin’ Wolf: London Sessions
- Zucchero: Blue Sugar
- Paul Weller: Stanley Road
- Christina Aguilera: Makes Me Wanna Pray

## Persönliches
Von 1978 bis 1986 war Winwood mit Nicole Weir (1952–2005) verheiratet, die einige seiner frühen Soloarbeiten mit Hintergrundgesang unterstützt hatte.
Winwoods Hauptwohnsitz ist ein 300 Jahre altes Herrenhaus in den Cotswolds, England, wo er auch ein Aufnahmestudio hat. Winwood hat auch ein Zuhause in Nashville, Tennessee, wo er mit seiner Frau Eugenia Crafton (* 1959) lebt, die er 1987 heiratete. Sie haben vier Kinder.
Winwoods älteste Tochter Mary Clare (* 1987) heiratete 2011 den Politiker Ben Elliot, den späteren Co-Vorsitzenden der Conservative Party. Winwoods Tochter Lilly Winwood (* 1995) ist Sängerin. Sie trat mit ihrem Vater in einem Duett seines Liedes Higher Love in einem Hershey-Werbespot auf. Sie sang als Vorgruppe während der Greatest Hits Live-Tour 2018 ihres Vaters bei mehreren Liedern als Backgroundsängerin.

## Diskografie

### Studioalben
| Jahr | Titel                     | Höchstplatzierung, Gesamtwochen, AuszeichnungChartplatzierungen (Jahr, Titel, Platzierungen, Wochen, Auszeichnungen, Anmerkungen) | Höchstplatzierung, Gesamtwochen, AuszeichnungChartplatzierungen (Jahr, Titel, Platzierungen, Wochen, Auszeichnungen, Anmerkungen) | Höchstplatzierung, Gesamtwochen, AuszeichnungChartplatzierungen (Jahr, Titel, Platzierungen, Wochen, Auszeichnungen, Anmerkungen) | Höchstplatzierung, Gesamtwochen, AuszeichnungChartplatzierungen (Jahr, Titel, Platzierungen, Wochen, Auszeichnungen, Anmerkungen) | Anmerkungen                             |
| Jahr | Titel                     | DE | CH | UK | US | Anmerkungen                             |
| ---- | ------------------------- | --- | --- | --- | --- | --------------------------------------- |
| 1977 | Steve Winwood             | — | — | UK12 (9 Wo.)UK | US22 (17 Wo.)US | Erstveröffentlichung: Juni 1977         |
| 1980 | Arc of a Diver            | DE26 (33 Wo.)DE | — | UK13 Silber · (20 Wo.)UK | US3 Platin · (43 Wo.)US | Erstveröffentlichung: 30. Dezember 1980 |
| 1982 | Talking Back to the Night | DE9 (19 Wo.)DE | — | UK6 (13 Wo.)UK | US28 (25 Wo.)US | Erstveröffentlichung: 2. August 1982    |
| 1986 | Back in the High Life     | DE18 (16 Wo.)DE | CH12 (11 Wo.)CH | UK8 Gold · (42 Wo.)UK | US3 ×3Dreifachplatin · (86 Wo.)US                                                                                                 | Erstveröffentlichung: 30. Juni 1986     |
| 1988 | Roll with It              | DE7 (19 Wo.)DE | CH4 (13 Wo.)CH | UK4 Gold · (16 Wo.)UK | US1 ×2Doppelplatin · (45 Wo.)US                                                                                                   | Erstveröffentlichung: 21. Juni 1988     |
| 1990 | Refugees of the Heart     | DE25 (17 Wo.)DE | CH27 (7 Wo.)CH | UK26 (3 Wo.)UK | US27 Gold · (20 Wo.)US | Erstveröffentlichung: 6. November 1990  |
| 1997 | Junction Seven            | DE15 (11 Wo.)DE | CH38 (3 Wo.)CH | UK32 (3 Wo.)UK | US123 (4 Wo.)US | Erstveröffentlichung: 3. Juni 1997      |
| 2003 | About Time                | DE37 (5 Wo.)DE | — | UK97 (1 Wo.)UK | US126 (2 Wo.)US | Erstveröffentlichung: 17. Juni 2003     |
| 2008 | Nine Lives                | DE22 (7 Wo.)DE | CH74 (1 Wo.)CH | UK31 (1 Wo.)UK | US12 (8 Wo.)US | Erstveröffentlichung: 29. April 2008    |

grau schraffiert: keine Chartdaten aus diesem Jahr verfügbar

### Livealben
| Jahr | Titel                           | Höchstplatzierung, Gesamtwochen, AuszeichnungChartplatzierungen (Jahr, Titel, Platzierungen, Wochen, Auszeichnungen, Anmerkungen) | Höchstplatzierung, Gesamtwochen, AuszeichnungChartplatzierungen (Jahr, Titel, Platzierungen, Wochen, Auszeichnungen, Anmerkungen) | Höchstplatzierung, Gesamtwochen, AuszeichnungChartplatzierungen (Jahr, Titel, Platzierungen, Wochen, Auszeichnungen, Anmerkungen) | Höchstplatzierung, Gesamtwochen, AuszeichnungChartplatzierungen (Jahr, Titel, Platzierungen, Wochen, Auszeichnungen, Anmerkungen) | Höchstplatzierung, Gesamtwochen, AuszeichnungChartplatzierungen (Jahr, Titel, Platzierungen, Wochen, Auszeichnungen, Anmerkungen) | Anmerkungen                                         |
| Jahr | Titel                           | DE | AT | CH | UK | US | Anmerkungen                                         |
| ---- | ------------------------------- | --- | --- | --- | --- | --- | --------------------------------------------------- |
| 2009 | Live from Madison Square Garden | DE8 Gold · (33 Wo.)DE | AT25 (10 Wo.)AT | CH33 (7 Wo.)CH | UK40 (2 Wo.)UK | US14 (11 Wo.)US | Erstveröffentlichung: 19. Mai 2009 mit Eric Clapton |
| 2017 | Greatest Hits Live              | DE30 (3 Wo.)DE | AT42 (2 Wo.)AT | CH64 (1 Wo.)CH | UK34 (1 Wo.)UK | US62 (1 Wo.)US | Erstveröffentlichung: 1. September 2017             |

### Kompilationen
| Jahr | Titel                          | Höchstplatzierung, Gesamtwochen, AuszeichnungChartplatzierungen (Jahr, Titel, Platzierungen, Wochen, Auszeichnungen, Anmerkungen) | Höchstplatzierung, Gesamtwochen, AuszeichnungChartplatzierungen (Jahr, Titel, Platzierungen, Wochen, Auszeichnungen, Anmerkungen) | Höchstplatzierung, Gesamtwochen, AuszeichnungChartplatzierungen (Jahr, Titel, Platzierungen, Wochen, Auszeichnungen, Anmerkungen) | Anmerkungen                           |
| Jahr | Titel                          | DE | UK | US | Anmerkungen                           |
| ---- | ------------------------------ | --- | --- | --- | ------------------------------------- |
| 1971 | Winwood                        | — | — | US93 (8 Wo.)US | Erstveröffentlichung: Mai 1971        |
| 1987 | Chronicles                     | — | UK12 Gold · (17 Wo.)UK | US26 Platin · (26 Wo.)US | Erstveröffentlichung: 9. Oktober 1987 |
| 2010 | Revolutions – The Very Best Of | DE33 (3 Wo.)DE | UK11 Gold · (7 Wo.)UK | — | Erstveröffentlichung: 8. Juni 2010    |

Weitere Kompilationen
- 1991: Keep On Running
- 1995: The Finer Things
- 1999: 20th Century Masters – The Millennium Collection: The Best of Steve Winwood
- 2005: The Ultimate Collection
- 2007: The Island Years 1977–1986
- 2011: Icon

### Singles
| Jahr | Titel Album                                        | Höchstplatzierung, Gesamtwochen, AuszeichnungChartplatzierungen (Jahr, Titel, Album, Platzierungen, Wochen, Auszeichnungen, Anmerkungen) | Höchstplatzierung, Gesamtwochen, AuszeichnungChartplatzierungen (Jahr, Titel, Album, Platzierungen, Wochen, Auszeichnungen, Anmerkungen) | Höchstplatzierung, Gesamtwochen, AuszeichnungChartplatzierungen (Jahr, Titel, Album, Platzierungen, Wochen, Auszeichnungen, Anmerkungen) | Anmerkungen                                      |
| Jahr | Titel Album                                        | DE | UK | US | Anmerkungen                                      |
| ---- | -------------------------------------------------- | --- | --- | --- | ------------------------------------------------ |
| 1981 | While You See a Chance Arc of a Diver              | — | UK45 (5 Wo.)UK | US7 (18 Wo.)US | Erstveröffentlichung: Januar 1981                |
| 1981 | Arc of a Diver                                     | — | — | US48 (9 Wo.)US | Erstveröffentlichung: April 1981                 |
| 1982 | Still in the Game Talking Back to the Night        | — | — | US47 (10 Wo.)US | Erstveröffentlichung: Juli 1982                  |
| 1982 | Valerie Talking Back to the Night                  | — | UK19 Silber · (12 Wo.)UK | US9 (24 Wo.)US | Erstveröffentlichung: September 1982             |
| 1986 | Higher Love Back in the High Life                  | DE49 (9 Wo.)DE | UK13 Gold · (10 Wo.)UK | US1 (22 Wo.)US | Erstveröffentlichung: Juni 1986 feat. Chaka Khan |
| 1986 | Freedom Overspill Back in the High Life            | — | UK69 (3 Wo.)UK | US20 (15 Wo.)US | Erstveröffentlichung: September 1986             |
| 1986 | Back in the High Life Again Back in the High Life  | — | UK53 (4 Wo.)UK | US13 (21 Wo.)US | Erstveröffentlichung: Dezember 1986              |
| 1987 | The Finer Things Back in the High Life             | — | — | US8 (23 Wo.)US | Erstveröffentlichung: Februar 1987               |
| 1988 | Talking Back to the Night Chronicles               | — | — | US57 (10 Wo.)US | Erstveröffentlichung: Februar 1988               |
| 1988 | Roll with It Roll With It                          | DE53 (9 Wo.)DE | UK53 (5 Wo.)UK | US1 (18 Wo.)US | Erstveröffentlichung: Mai 1988                   |
| 1988 | Don’t You Know What the Night Can Do? Roll With It | — | UK89 (2 Wo.)UK | US6 (18 Wo.)US | Erstveröffentlichung: August 1988                |
| 1988 | Holding On Roll With It                            | — | — | US11 (17 Wo.)US | Erstveröffentlichung: November 1988              |
| 1989 | Hearts on Fire Roll With It                        | — | — | US53 (9 Wo.)US | Erstveröffentlichung: Februar 1989               |
| 1990 | One and Only Man Refugees of the Heart             | DE70 (8 Wo.)DE | UK87 (1 Wo.)UK | US18 (15 Wo.)US | Erstveröffentlichung: Oktober 1990               |
| 1997 | Spy in the House of Love Junction Seven            | DE86 (9 Wo.)DE | UK82 (1 Wo.)UK | — | Erstveröffentlichung: Mai 1997                   |
| 1997 | Gotta Get Back to My Baby Junction Seven           | DE89 (7 Wo.)DE | — | — | Erstveröffentlichung: August 1997                |

### Videoalben
- 2009: Live from Madison Square Garden (DE: Gold, US: Platin)

## Auszeichnungen für Musikverkäufe
| Goldene Schallplatte - Frankreich - 2005: für die Autorenbeteiligung Call on Me (Eric Prydz) - Italien - 2024: für die Autorenbeteiligung Call on Me (Eric Prydz) - Kanada - 1983: für das Album Talking Back to the Night - 1991: für das Album Refugees of the Heart - Neuseeland - 1986: für das Album Back in the High Life - 1988: für das Album Chronicles - 2019: für die Autorenbeteiligung Higher Love (Kygo & Whitney Houston) - 2022: für das Album Revolutions – The Very Best Of - Schweden - 1989: für das Album Roll with It - 2005: für die Autorenbeteiligung Call on Me (Eric Prydz) - Schweiz - 2005: für die Autorenbeteiligung Call on Me (Eric Prydz) - Spanien - 2024: für die Autorenbeteiligung Call on Me (Eric Prydz) Platin-Schallplatte - Australien - 2004: für die Autorenbeteiligung Call on Me (Eric Prydz) - Belgien - 2020: für die Autorenbeteiligung Higher Love (Kygo & Whitney Houston) - Dänemark - 2020: für die Autorenbeteiligung Higher Love (Kygo & Whitney Houston) - 2023: für die Autorenbeteiligung Call on Me (Eric Prydz) - Frankreich - 2021: für die Autorenbeteiligung Higher Love (Kygo & Whitney Houston) - Italien - 2023: für die Autorenbeteiligung Higher Love (Kygo & Whitney Houston) - Kanada - 1981: für das Album Arc of a Diver - Mexiko - 2022: für die Autorenbeteiligung Higher Love (Kygo & Whitney Houston) - Neuseeland - 1981: für das Album Arc of a Diver - 2021: für die Single Higher Love - Österreich - 2022: für die Autorenbeteiligung Higher Love (Kygo & Whitney Houston) - Schweiz - 2019: für die Autorenbeteiligung Higher Love (Kygo & Whitney Houston) - Spanien - 2024: für die Autorenbeteiligung Higher Love (Kygo & Whitney Houston) - Vereinigtes Königreich - 2016: für die Autorenbeteiligung Call on Me (Eric Prydz) | 3× Goldene Schallplatte - Deutschland - 2023: für die Autorenbeteiligung Higher Love (Kygo & Whitney Houston) 2× Platin-Schallplatte - Kanada - 1988: für das Album Roll with It - 2020: für die Autorenbeteiligung Higher Love (Kygo & Whitney Houston) - Polen - 2021: für die Autorenbeteiligung Higher Love (Kygo & Whitney Houston) - Vereinigte Staaten - 2022: für die Autorenbeteiligung Higher Love (Kygo & Whitney Houston) 3× Platin-Schallplatte - Australien - 2020: für die Autorenbeteiligung Higher Love (Kygo & Whitney Houston) - Vereinigtes Königreich - 2023: für die Autorenbeteiligung Higher Love (Kygo & Whitney Houston) |

Anmerkung: Auszeichnungen in Ländern aus den Charttabellen bzw. Chartboxen sind in ebendiesen zu finden.
| Land/RegionAuszeichnungen für Musikverkäufe (Land/Region, Auszeichnungen, Verkäufe, Quellen) | Silber     | Gold       | Platin       | Verkäufe  | Quellen                                                                     |
| -------------------------------------------------------------------------------------------- | ---------- | ---------- | ------------ | --------- | --------------------------------------------------------------------------- |
| Australien (ARIA)                                                                            | —          | —          | 4× Platin4   | 280.000   | aria.com.au                                                                 |
| Belgien (BRMA)                                                                               | —          | —          | Platin1      | 40.000    | ultratop.be                                                                 |
| Dänemark (IFPI)                                                                              | —          | —          | 2× Platin2   | 180.000   | ifpi.dk                                                                     |
| Deutschland (BVMI)                                                                           | —          | 3× Gold3   | Platin1      | 875.000   | musikindustrie.de                                                           |
| Frankreich (SNEP)                                                                            | —          | Gold1      | Platin1      | 400.000   | snepmusique.com                                                             |
| Italien (FIMI)                                                                               | —          | Gold1      | Platin1      | 150.000   | fimi.it                                                                     |
| Kanada (MC)                                                                                  | —          | 2× Gold2   | 5× Platin5   | 560.000   | musiccanada.com                                                             |
| Mexiko (AMPROFON)                                                                            | —          | —          | Platin1      | 60.000    | amprofon.com.mx                                                             |
| Neuseeland (RMNZ)                                                                            | —          | 4× Gold4   | 2× Platin2   | 92.500    | aotearoamusiccharts.co.nz NZ2 NZ3                                           |
| Österreich (IFPI)                                                                            | —          | —          | Platin1      | 30.000    | ifpi.at                                                                     |
| Polen (ZPAV)                                                                                 | —          | —          | 2× Platin2   | 40.000    | olis.pl                                                                     |
| Schweden (IFPI)                                                                              | —          | 2× Gold2   | —            | 60.000    | sverigetopplistan.se ifpi.se (Memento vom 21. Mai 2012 im Internet Archive) |
| Schweiz (IFPI)                                                                               | —          | Gold1      | Platin1      | 40.000    | hitparade.ch                                                                |
| Spanien (Promusicae)                                                                         | —          | Gold1      | Platin1      | 90.000    | elportaldemusica.es                                                         |
| Vereinigte Staaten (RIAA)                                                                    | —          | Gold1      | 10× Platin10 | 9.600.000 | riaa.com                                                                    |
| Vereinigtes Königreich (BPI)                                                                 | 2× Silber2 | 5× Gold5   | 4× Platin4   | 3.460.000 | bpi.co.uk                                                                   |
| Insgesamt                                                                                    | 2× Silber2 | 21× Gold21 | 37× Platin37 |           |                                                                             |